# Чемпионат мира по фехтованию 1971
Чемпионат мира по фехтованию 1971 года проходил в Вене (Австрия). Среди мужчин соревнования проходили в личном и командном зачёте по фехтованию на саблях, рапирах и шпагах, среди женщин — только первенство на рапирах в личном и командном зачёте.

## Общий медальный зачёт
| Место | Страна  | Золото | Серебро | Бронза | Всего |
| ----- | ------- | ------ | ------- | ------ | ----- |
| 1     | СССР    | 4      | 1       | 3      | 8     |
| 2     | Франция | 2      | 0       | 0      | 2     |
| 3     | Венгрия | 1      | 3       | 0      | 4     |
| 4     | Италия  | 1      | 1       | 1      | 3     |
| 5     | Польша  | 0      | 3       | 1      | 4     |
| 6     | Швеция  | 0      | 0       | 2      | 2     |
| 7     | Румыния | 0      | 0       | 1      | 1     |
| Всего | Всего   | 8      | 8       | 8      | 24    |

## Медалисты

### Мужчины
| Дисциплина                  | Золото                                                                                     | Серебро                                                                                             | Бронза                                                                                                   |
| --------------------------- | ------------------------------------------------------------------------------------------ | --------------------------------------------------------------------------------------------------- | --- |
| Шпага Личное первенство     | Григорий Крисс                                                                             | Никола Граниери                                                                                     | Рольф Эдлинг                                                                                             |
| Шпага Командное первенство  | Венгрия · Чаба Феньвеши · Дьёзё Кульчар · Золтан Немере · Пал Шмитт                        | СССР · Алексей Никанчиков · Виктор Модзолевский · Сергей Парамонов · Игорь Валетов · Григорий Крисс | Швеция · Пер Сундберг · Рольф Эдлинг · Карл фон Эссен · Ханс Якобсон · Орва Йёнссон                      |
| Рапира Личное первенство    | Василий Станкович                                                                          | Марек Домбровский                                                                                   | Леонид Романов                                                                                           |
| Рапира Командное первенство | Франция · Жан-Клод Маньян · Бернар Тальвар · Кристиан Ноэль · Даниэль Ревеню · Брюно Бошри | Польша · Витольд Войда · Марек Домбровский · Ежи Качмарек · Лех Козеёвский · Адам Лисевский         | СССР · Василий Станкович · Леонид Романов · Анатолий Котешев · Виктор Путятин · Владимир Денисов         |
| Сабля Личное первенство     | Микеле Маффей                                                                              | Ежи Павловский                                                                                      | Виктор Сидяк                                                                                             |
| Сабля Командное первенство  | СССР · Марк Ракита · Виктор Сидяк · Эдуард Винокуров · Владимир Назлымов · Виктор Баженов  | Венгрия · Петер Баконьи · Тибор Пежа · Петер Марот · Миклош Месена · Тамаш Ковач                    | Италия · Марио Альдо Монтано · Роландо Риголи · Микеле Маффей · Чезаре Сальвадори · Марио Туллио Монтано |

### Женщины
| Дисциплина                  | Золото                                                                                           | Серебро                                                                                      | Бронза |
| --------------------------- | ------------------------------------------------------------------------------------------------ | -------------------------------------------------------------------------------------------- | --- |
| Рапира Личное первенство    | Мари-Шанталь Демай                                                                               | Ильдика Рейтё                                                                                | Ана Паску |
| Рапира Командное первенство | СССР · Галина Горохова · Елена Белова · Александра Забелина · Светлана Чиркова · Надежда Иванова | Венгрия · Ильдика Рейтё · Ильдико Тордаши · Ильдико Бобиш · Мария Сольноки · Юдит Менделеньи | Польша · Кристина Махницка-Урбаньская · Халина Балон · Эльжбета Франке · Йоланта Бебель · Барбара Высочаньская |